# تمثال الملاك المحارب
تمثال الملاك المحارب (بالروسية: Памятник Ангел-воин)، هو نصب تذكاري خُصّص للتشيك والسلوفاك، الذين تم أسرهم خلال الحرب العالمية الأولى والحرب الأهلية الروسية. وهو يقع في مدينة تاغانروغ، روستوف أوبلاست، في روسيا بمقبرة تاغانروغ القديمة.
في عام 1918، 1700 من التشيكيين والسلوفاك الذين تم القبض عليهم خلال الحرب العالمية الأولى، عملوا في مصنع البلطيق الروسي في تاغانروغ. وقد توفي عدد كبير من هؤلاء العمال خلال الحرب الأهلية. ولتكريم ذكراهم، تم تشييد هذا النصب التذكاري في سنة 1927 الذي صُنع من الحجر الرملي الأحمر.